# پرستار سیار
پرستار سیر کولر یا سیار (به انگلیسی: Circuler Nurse) یکی از اعضای غیر استریل تیم جراحی می‌باشد که وظیفه آماده کردن یک محیط امن برای بیمار و تیم جراحی را بر عهده دارد. این فرد دارای مدرک لیسانس یا کاردانی اتاق عمل می‌باشد و وظیفه انجام کارهای مورد نیاز در قبل از عمل، حین عمل و بعد از عمل را بر عهده دارد.

## وظایف قبل از عمل
به‌طور کلی وظایف پرستار سیر کولر در قبل از عمل به موارد زیر تقسیم می‌شود:
- آماده نمودن اتاق (مثل نور مناسب وفعال کردن تجهیزات مربوط به تهویه هوا)
- همکاری در آماده نمودن اتاق عمل از نظر چیدمان و نظافت اتاق عمل
- انجام مصاحبه با بیمار و بررسی پرونده وی
- همکاری در انتقال بیمار[۲]
- کمک به تیم جراحی در دادن پوزیشن مناسب به بیمار
- کمک به تیم بیهوشی
- مشخص نمودن ناحیه مورد نظر برای جراحی بر اساس پرونده و مصاحبه انجام شده با بیمار
- انجام پرپ اولیه[۳]
- چک و فراهم نمودن لوازم و تجهیزات برای عمل از جمله دستگاه کوتر و دستگاه ساکشن
- باز کردن بسته‌های استریل
- همکاری در شمارش و ثبت گزارش[۴]

## وظایف حین عمل
در حین عمل پرستار سیر کولر وظایف زیر را بر عهده دارد:
- کنترل رفت و آمد در اتاق عمل (جلوگیری از رفت و آمدهای بی‌مورد و غیر ضروری)
- وصل رابط‌ها و سیم‌های مختلف دستگاه‌ها
- بررسی میزان ادرار و خون از دست رفته و گزارش موارد فوق به جراح و متخصص بیهوشی
- برداشتن نمونه‌های پاتولوژی و ثبت و مراقبت از آنها[۵]
- بر طرف نمودن نیاز تیم جراحی در حین عمل (مثل دادن تجهیزات)
- اطلاع رسانی به خانواده‌ها در صورت طولانی شدن جراحی یا در شرایط خاص[۶]
- ثبت مراقبت‌ها، وقایع، مداخلات و یافته‌ها در پرونده
- شمارش گازها و تجهیزات و ابزارهای داخل ست قبل و بعد از جراحی
- کمک به پانسمان مثل دادن چسب یا محلول ضدعفونی[۷]

## وظایف پرستار سیرکولر در بعد از عمل
وطایف پرستار سیار در مرحله بعد از عمل به شرح زیر می‌باشد:
- کمک به انتقال بیمار
- مرتب کردن اتاق عمل[۸]
- نظارت بر نظافت و ضدعفونی اتاق عمل و تجهیزات
- آماده نموردن اتاق برای جراحی بعدی[۹]